# Obora (odbočka)
Obora (nebo též Odb Obora) je odbočka, která se nachází v km 14,529 trati Jičín – Nymburk město a v km 0,022 trati Chlumec nad Cidlinou – Křinec. Nachází se na katastrálním území Nové Zámky mezi vesnicemi Nové Zámky a Svídnice.

## Popis odbočky
Odbočka je ovládána místně dozorcem výhybek z dopravní kanceláře. Odbočka je vybavena elektromechanickým zabezpečovacím zařízením. Výhybkářský hradlový přístroj je závislý na řídicím přístroji
ve stanici Křinec. V odbočce jsou dvě výhybky, které jsou ovládány ručně. Součástí výhybkářského přístroje je šest stavědlových pák, kterými se ovládá pět mechanických návěstidel (předvěst PřL a návěstidlo L od Rožďalovic, návěstidlo ML od Městce Králové, předvěst PřS od Křince a dvě dvojité pro návěstidlo S od Křince), dále pak jsou součástí přístroje závorníky výhybek Z1 a Z2. Ze stavědla odbočky jsou rovněž klikou (39 otáček) ovládány mechanické závory přejezdu č. P4610 v km 14,947 ve směru na Rožďalovice. Zabezpečovací zařízení odbočky pochází z roku 1906.